# Omophoena taeniata
Omophoena taeniata är en skalbaggsart som beskrevs av Francis Polkinghorne Pascoe 1866. Omophoena taeniata ingår i släktet Omophoena och familjen långhorningar. Inga underarter finns listade i Catalogue of Life.